# Cantón de Clermont-Ferrand-Noroeste
El cantón de Clermont-Ferrand-Noroeste era una división administrativa francesa, que estaba situada en el departamento de Puy-de-Dôme y la región de Auvernia.

## Composición
El cantón estaba formado por una fracción de la comuna que le daba su nombre:
- Clermont-Ferrand (fracción)

## Supresión del cantón de Clermont-Ferrand-Noroeste
En aplicación del Decreto n.º 2014-210 de 21 de febrero de 2014, el cantón de Clermont-Ferrand-Noroeste fue suprimido el 22 de marzo de 2015 y la fracción de la comuna que le daba su nombre se unió con las demás fracciones para que, por medio de una reestructuración cantonal, fueran creados los nuevos cantones de Clermont-Ferrand-1, Clermont-Ferrand-2, Clermont-Ferrand-3, Clermont-Ferrand-4, Clermont-Ferrand-5 y Clermont-Ferrand-6.